# Wolfgang Buwert
Wolfgang Buwert (ur. 1951 w Rheinsbergu) – niemiecki historyk i pedagog, od 1990 przewodniczący Towarzystwa Historycznego we Frankfurcie nad Odrą.
Ukończył germanistykę oraz historię na Uniwersytecie Ernsta Moritza Arndta w Greifswaldzie. Nieprzerwanie od czasu założenia w 1990 przewodniczący Towarzystwa Historycznego we Frankfurcie nad Odrą. Autor publikacji na temat historii Frankfurtu nad Odrą, w tym na temat historii Dammvorstadt, czyli dzisiejszych Słubic. Wieloletni dyrektor szkół we Frankfurcie nad Odrą i w Erkner pod Berlinem.
W lutym 2011 przeszedł na emeryturę.